# Entosthodon smithhurstii
Entosthodon smithhurstii är en bladmossart som beskrevs av Jean Édouard Gabriel Narcisse Paris 1896. Entosthodon smithhurstii ingår i släktet koppmossor, och familjen Funariaceae. Inga underarter finns listade i Catalogue of Life.